# 薩多納峰
46°55′23″N 9°15′5″E / 46.92306°N 9.25139°E

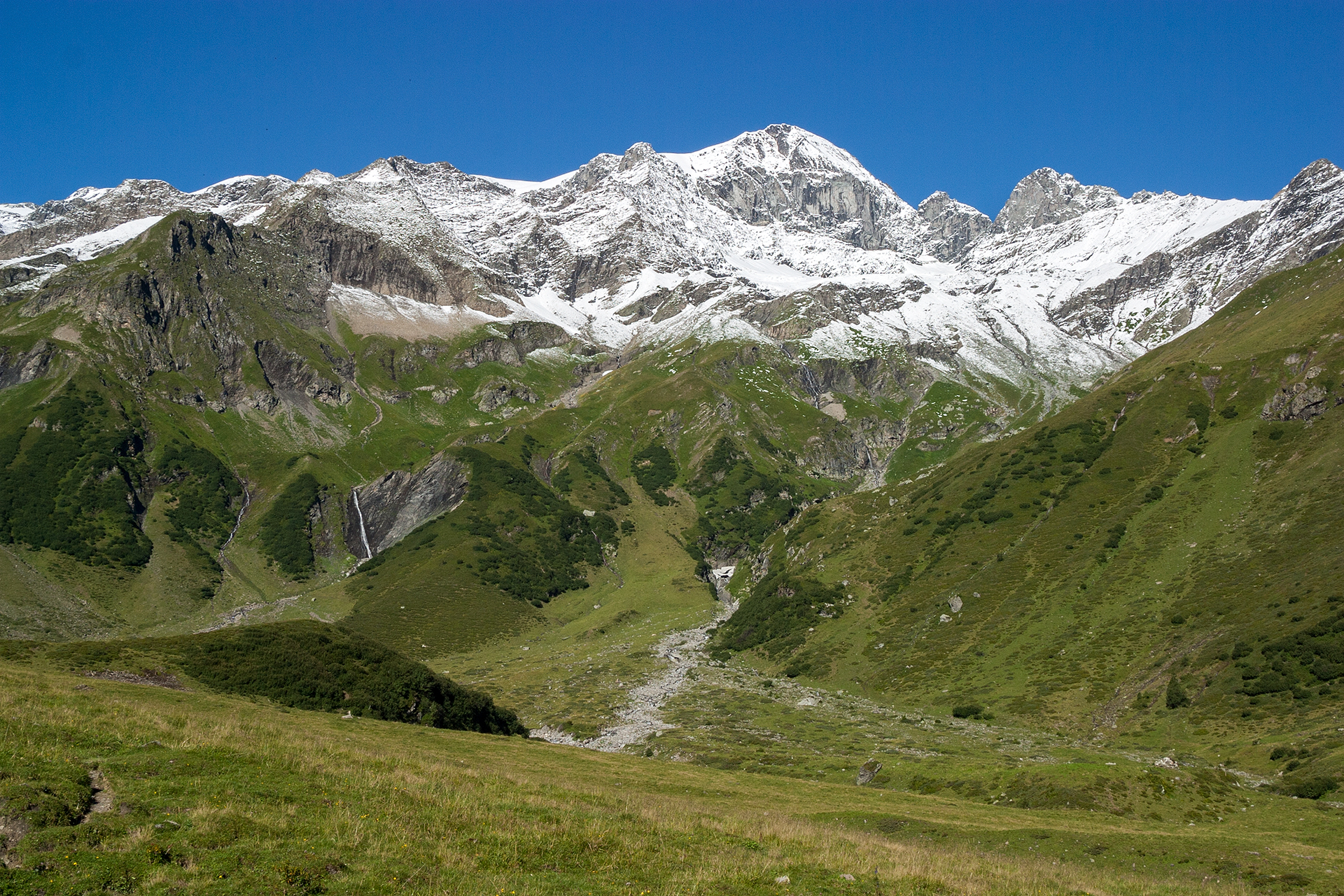

薩多納峰是瑞士的山峰，位於該國東部，處於格拉魯斯州和聖加侖州接壤的邊界，屬於格拉魯斯山的一部分，海拔高度3,056米，每年平均降雨量1,929毫米。